# 喜志邦三
喜志 邦三（きし くにぞう 1898年3月1日 - 1983年5月2日）は日本の詩人、作詞家。
長男は京都大学文学部名誉教授の喜志哲雄。

## 経歴
1898年（明治31年）大阪府堺市に生まれる。1915年（大正4年）大阪府立堺中学校を卒業後、早稲田大学高等予科入学。翌年英文学科第二部に入学。1917年（大正6年）在学中に三木露風が主宰する第三次「未来」「リズム」の同人となる。1919年（大正8年）早稲田大学卒業、同年に大阪時事新報社に入社。1925年（大正14年）大阪時事新報社を退社し、神戸女学院大学部専任講師に就任。以降、中断期間も挟みながら1963年（昭和38年）定年まで教授を務める。1966年（昭和41年）園田学園女子大学文学部教授に就任。1972年（昭和47年）西宮市民文化賞受賞。1983年（昭和58年）5月2日、自宅にて死去。

## 作詞活動
文芸活動として神戸女学院に勤めながら詩集を刊行。1935年（昭和10年）には日本放送協会から放送用歌詞の創作を委嘱されたことを契機に歌詞の制作に注力するようになり「春の歌」「踊子」「お百度こいさん」「風になりたい」などを作詞。多くの流行歌を生み出した。
大学の講師を勤めて以降、西宮市内に居住していた。「春の歌」は自宅のあった国鉄（現・西日本旅客鉄道〈JR西日本〉）西ノ宮駅（現・西宮駅）北口界隈をモデルにしたことから同駅前に歌碑が建立されている。また、西宮市内の小学校・中学校を中心に多くの学校の校歌の作詞を手掛けた。

### 校歌の作詞
- 阪南大学
- 園田学園女子大学
- 大阪市立淀中学校
- 尼崎市立尼崎東高等学校
- 兵庫県立川西緑台高等学校
- 岡山県立倉敷青陵高等学校
- 高知県立高知丸の内高等学校
- 大阪市立淀中学校
- 吹田市立吹田第二小学校
- 尼崎市立小田北中学校
- 尼崎市立武庫中学校
- 西宮市立瓦木中学校
- 西宮市立高木中学校
- 西宮市立瓦木中学校
- 西宮市立浜脇小学校
- 尼崎市立武庫中学校
- たつの市立御津中学校
- 宍粟市立三方小学校